# Sonderegger (Familie, Heiden)
Bei den Sonderegger aus Heiden im Schweizer Kanton Appenzell Ausserrhoden handelt es sich um eine Familie von Weinhändlern und Politikern.

## Geschichte
Johann Conrad Sonderegger gründete im Jahr 1854 in Heiden eine Weinhandlung, die er in kurzer Zeit zu grosser Blüte führte. Das Familienunternehmen, das 1934 um einen Getränkehandel und in den 1950er Jahren um einen Verkaufsladen erweitert wurde, ist seit 1993 eine Aktiengesellschaft. Zu Beginn des 21. Jh. wurde es in 4. und 5. Generation von der Familie geführt. Daneben waren die Sonderegger Postpferdefuhrhalter sowie Besitzer eines grösseren Landwirtschaftsbetriebs in Heiden und von Rebbergen in Berneck.
Von 1865 bis 1930 gehörten sie zu den führenden Politikern Heidens und des Kantons Appenzell Ausserrhoden und stellten Gemeindehauptmänner, Kantons- und Regierungsräte, Oberrichter und mit Johann Conrad Sonderegger einen Nationalrat.